# 中間派 (香港)
中間派（ちゅうかんは 英語：Centrist camp）は、香港の中間的な政治派で、建制派と民主派の間に政治傾向がある。
主な政治団体には、民主思路、專業動力、新思維 (香港)、希望聯盟等などがある。彼らは統一された政治的傾向を持っていないが、全員が理性、理論を持つよう主張している。

## 政治思想
中間派の各政党の政治立場はある程度異なっており、例えば專業動力は政治色が薄く、人々の生活のための現実的なものであり、民主と不正義に対して他人の利益を害することなく節度ある戦いができるとしている。一方、民主思路は、中央政府とのコミュニケーションを提唱し、「袋住先」を支持し、2014年の雨傘運動時の暴力や2016年香港旺角騒乱に反対している。
新思維では、民建聯が香港の与党になることを支持しています。 立法院で唯一の中間派の代表である陳沛然は、西九龙站内地口岸区を設置することには賛成したが、《議事規則》の改正には反対し、自らを「中間黄色の民主派」と表現していた。

## 政府との関係
中道派は、建制派 (香港)や民主派 (香港)からは独立しているものの、中国大陸や香港政府との交流が多い。例えば、湯家驊は行政会議に昇格し、新思維の周奕希は中国大陸の肇慶市政協のメンバーでありながら、建制派の協力を得て、葵城区議会の副主席に就任し、元議員の黃成智は政府から住宅局の委員に任命され、さらには、專業動力の方國珊は区議会選挙の際に親中派団体から推薦を受けている。そのため、民主派は、中間派の人たちは政府に近づきすぎていると考えており、特に民主派には「投共」「華麗轉身」と非難されことがある。

## 関係組織
- 民主思路（中国語版）（召集人：湯家驊（中国語版））
- 專業動力（中国語版）（召集人：方國珊（中国語版））
- 新思維 (香港)（中国語版）（主席：狄志遠（中国語版））
- 希望聯盟 (香港政黨)（中国語版）：田北俊（中国語版）が設立した香港の政党で、曾俊華（中国語版）[10]、袁彌昌（中国語版）[11]、鍾國斌（中国語版）など、成員のほとんどがビジネス界出身者である。 連合は「非青、非黄の中道」を誇っている[10]。

## 関係した人

### 立法会議員
- 陳沛然（中国語版）（独立、医学界中間偏民主派）

### 区議員
- 張展鵬（中国語版）（專業動力（中国語版）、西貢区）
- 方國珊（中国語版）（專業動力（中国語版）、西貢区）
- 張美雄（中国語版）（專業動力（中国語版）、西貢区）

### その他の関係者
- 田北俊（中国語版）（自由党名誉会長、政治的立場が建制派から中間派へと変化し、現在は中間派団体「希望聯盟 (香港政黨)（中国語版）」の創設者
- 曾俊華（中国語版）（元香港特別行政区政府の財政司司長、香港主権移行後の財政司司長として最長の9年7カ月の任期[12]、2017年の香港首席行政長官候補の一人、政治姿勢はプロ・建制派から中間派へと変化、現在は「希望聯盟 (香港政黨)（中国語版）」に所属)
- 周梁淑怡（中国語版）（自由党名誉会長、政治的立場が建制派から中間派へと変化し、現在は「希望聯盟 (香港政黨)（中国語版）」のメンバーとなっている（
- 袁彌昌（中国語版）（元「民主思想」および「新民党 (香港)」の成員で、政治的立場がプ建制派から中間派へと変化し、現在は「希望聯盟 (香港政黨)（中国語版）」のメンバーである）
- 李啟迪（中国語版）（《香港民族論》の作者の一人、以前は本土派だったが、現在は希望聯盟 (香港政黨)（中国語版）成員）
- 潘焯鴻（中国語版）(中間偏黃(民主派)自認、現在は希望聯盟 (香港政黨)（中国語版）の成員)
- 梁家騮（中国語版）（前立法会議員，医学界）[13]
- 黃成智（中国語版）（前立法会議員、前新思維 (香港)（中国語版）、で民主党成員）
- 狄志遠（中国語版）（前立法局議員、新思維 (香港)（中国語版）、前民主党成員、政治立場は中間偏建制派）
- 鄭承隆（中国語版）（前監警会委員、新思維 (香港)（中国語版）副主席）
- 杜本文（中国語版）（以前東区区議会（中国語版）区議員）
- 李繼雄（中国語版）（以前灣仔区議會（中国語版）区議員）
- 王維基（中国語版）（香港電視網絡主席、以前自由党成員、政治立場は中間偏民主派)
- 任亮憲（中国語版）（以前社民連と人民力量の成員）
- 黃梓謙（中国語版）（前民主思路（中国語版）総会召集人）
- 馮檢基（中国語版）（前立法会議員，前香港民主民生協進会成員、自分の立場は民主派を自認）